# Отношения между Албания и Косово
Отношенията между Албания и Косово са настоящите, културните и историческите двустранни отношения между Албания и Косово. Албания има посолство в Прищина, а Косово има посолство в Тирана. В Косово живеят 1,8 милиона албанци – официално 92,93% от цялото население  – и албанският е официален и национален език на Косово. Народите на двете държави имат практически идентични традиции и фолклор. Косово е родното място на албанския национализъм, като например Призренската лига. Близките отношения се подчертават и в множество последователни проучвания, които показват, че мнозинството от етническите албанци в двете държави искат обединение. И двете страни и техните граждани наричат отношенията си „една нация, две държави“, което се подчертава и в популярния паналбански лозунг Jemi një („Ние сме едно“).
Като пълноправен член на Организацията на Северноатлантическия договор (НАТО), Албания подкрепя Косово по пътя му към НАТО.

## История
На 22 октомври 1991 г. Албания е единствената страна, чийто парламент гласува да признае Република Косово, която е обявена за независима държава през същата година. Официалната подкрепа се ограничава до декларацията. През 1994 г., когато босненският конфликт ескалира, Албания прави крачка назад и признава границите на Югославия, които включват Косово.

### Независимост
Когато Косово обявява своята независимост от Сърбия на 17 февруари 2008 г., Албания става една от първите страни, които официално обявяват, че признават Република Косово. Дипломатически отношения са установени още на следващия ден.
На 18 август 2009 г. министър-председателят на Албания Сали Бериша е цитиран да казва: „Не трябва да има митническа администрация между двете страни. В никакъв случай не трябва да позволяваме Албания и Косово да гледат една на друга като на чужди държави“. Този коментар предизвиква възмутена реакция от страна на Сърбия.
Албанското външно министерство в разяснителна бележка до Сърбия посочва: „Албания счита независимата държава Косово за фактор на мира и стабилността в региона на Балканите, като има предвид, че нейната независимост се счита за ясна стъпка в услуга на хората, стабилността и европейската перспектива на региона“. В бележката се казва още, че външната политика на Република Албания „се основава на общи цели за евроатлантическа интеграция на страната, Република Косово и целия регион“.

#### Земетресение в Албания през 2019 г.
На 26 ноември 2019 г. земетресение разтърсва Албания. 500 000 евро са изпратени от правителството на Косово и над 3 500 000 евро са изпратени от населението на Косово в подкрепа на Албания. Изпратени са също 110 специализирани оператори на Косовската полиция, както и 40 члена на градските звена за издирване и спасяване на Косовските сили за сигурност. Президентът Хашим Тачи е част от президентска делегация, която посещава епицентъра на земетресението и изразява своите съболезнования от името на Косово. В петък премиерът на Косово в оставка Рамуш Харадинай и неговият потенциален наследник Албин Курти посещават Драч, за да разгледат щетите и да изразят ангажимента на Косово към усилията за оказване на помощ и институционално сътрудничество. Разселените хора са преместени в Косово, като 500 живеят в лагер в Призрен, създаден от косовското правителство.
Албанското население в Косово реагира с чувства на солидарност чрез инициативи за набиране на средства и дарения на пари, храна, дрехи и подслон. Доброволци и хуманитарна помощ в камиони, автобуси и стотици коли от Косово пътуват до Албания, за да помогнат, а хората се включват в различни дейности като управление на мобилни кухни и събиране на финансова помощ. Много албанци в Косово отварят домовете си за хора, разселени от земетресението.

## Връзки

### Културни
През октомври 2011 г. е постигнато споразумение между Министерството на културата на Косово и Министерството на културата на Албания относно общото използване на посолствата и консулските служби, а през май 2012 г. правителствата на двете държави одобряват използването на общ буквар от първокласниците през учебната 2012/2013 година.

### Икономически
Албанската Конфиндустрия първа предлага създаването на албански регионален пазар през 2008 г., а идеята за общо икономическо пространство между Албания и Косово е обсъдена от служители на косовското правителство през 2011 г.
Икономическите отношения са особено подсилени от Беджет Пацоли в някои от речите му в Албания: той твърди, че икономическият съюз ще увеличи конкуренцията към ЕС. Идеите на Паколи са подкрепени от Партията за справедливост, интеграция и единство.
От началото на 2019 г. в пристанище Драч има митническа служба на Република Косово. Това опростява вноса на стоки в Косово и облекчава граничния пункт Vërmica/Morina. Албания и Косово постепенно хармонизират своите митнически системи и се стремят към митнически съюз в дългосрочен план.